# 2006
2006 (MMVI) — невисокосний рік, що почався в неділю 1 січня та закінчився в неділю 31 грудня за григоріанським календарем. 2006-й рік нашої ери — це 6-й рік III-го тисячоліття та XXI-го століття, а також сьомий з 2000-х років.

## Події
- Загострення суперечностей між Україною і Росією. Газовий конфлікт, розмежування власності маяків на узбережжі Чорного моря. (див. також 2005 Конфлікт Коса-Тузла).
- 1 січня — Австрія розпочала головування в Раді ЄС[1].
- 10 січня — Верховна Рада України відправила у відставку уряд Юрія Єханурова.
- 15 січня — Місія NASA, Stardust успішно доставила на Землю зразки комети.
- 19 січня — NASA запустила «Нові обрії» (англ. New Horizons) — перший космічний корабель до Плутона з метою його ретельнішого вивчення.
- 20 січня — Росія заборонила ввіз м'яса і м'ясних напівфабрикатів та молокопродуктів з України.
- 25 січня
  - ПАРЄ прийняла резолюцію, яка засуджує порушення прав людини комуністичними режимами.
  - «Хамас» переміг на виборах до парламенту Палестинської автономії
- 10–26 лютого — XX Зимові Олімпійські Ігри в Турині (Італія).
- 12 лютого — Американський мільйонер Фоссет Стів установив новий світовий рекорд дальності польоту — 42000 км. 8 лютого він стартував із мису Канаверал у Флориді на експериментальному літаку Virgin Atlantic GlobalFlyer. Політ тривав майже 77 годин. Його літак здійснив вимушену посадку на півдні Англії через технічні проблеми. Попередній рекорд двадцятирічної давнини становив трохи більше за сорок тисяч кілометрів.
- 16 лютого — Єфремова Лілія, українська біатлоністка виборола бронзову медаль на Олімпіаді в Турині.
- 17 лютого — Сенат США ухвалив рішення про надання Україні статусу країни з ринковою економікою.
- 20 лютого — Українські фігуристи Олена Грушина і Руслан Гончаров виграли бронзову медаль на Олімпіаді в Турині.
- 24 лютого — Президент Філіппін Глорія Макапагал Арройо оголосила про запровадження у країні надзвичайного стану у зв'язку зі спробою державного перевороту.
- 1 березня — в англійській вікіпедії 1000000 [Архівовано 2 липня 2006 у Wayback Machine.] статей.
- 4 квітня — У Франції пройшли демонстрації проти закону про «договір першого найму», який набув чинності 2 квітня. Відповідно до цього закону, роботодавець, що бере на роботу співробітника, якому менше 26 років, має право протягом двох років звільнити його без вагомих пояснень. У демонстраціях взяли участь більше 3 мільйонів осіб, з них 700 тисяч вийшли на вулиці Парижа.
- 8 березня — Палата представників Конгресу США скасувала Україні дію поправки Джексона — Вейніка.
- 5 квітня — Компанія «Apple» повідомила про офіційну підтримку операційної системи «Windows XP»® на комп'ютерах серії «MacBook».
- 7 квітня — Почалася реєстрація сайтів у домені першого рівня .eu.
- 10 квітня — У Франції скасовано закон про «договір першого найму».
- 21 травня — У Чорногорії відбувся референдум з питання повної незалежності від Сербії. За відокремлення від Сербії висловилися 55,5 % виборців.
- 22 травня — Сербія визнає результати референдуму про суверенітет Чорногорії.
- 1 червня — Молодіжна збірна України з футболу вийшла до фіналу чемпіонату Європи U-21 у Португалії.
- 3 червня — Чорногорія проголосила незалежність.
- 7 червня — В Іраку вбито Абу Мусаба аз-Заркаві.
- 9 червня — 9 липня — Чемпіонат світу з футболу 2006.
- 1 липня — Фінляндія розпочала головування в Раді ЄС[1].
- 6 липня — Обрання Олександра Мороза спікером Верховної Ради.
- 12 липня — Початок Лівано-ізраїльського конфлікту.
- 3 серпня — В Україні підписано Універсал національної єдності.
- 4 серпня — Віктора Януковича призначено прем'єр-міністром України.
- 18 серпня — У Києві почався четвертий Всесвітній форум українців.
- 1 вересня — У Криму почав працювати перший у світі справжній кримськотатарський телевізійний канал ATR.
- 7 вересня — Компанія «IBM» заявила про наміри побудувати найшвидший у світі суперкомп'ютер, «Roadrunner», у чотири рази швидший, ніж теперішній чемпіон «Blue Gene/L». Новий суперкомп'ютер будуватиметься за гібридною технологією і міститиме 16000 звичайних і 16000 Cell-процесорів, завдяки чому планова пікова швидкість роботи становитиме 1.6 петафлопс.
- 17 вересня — У Будапешті почалися виступи з вимогами відставки правлячого уряду. У ніч на 19 вересня біля будинку Угорського телебачення почалася акція, загальна кількість учасників якої досягала 10 тисяч чоловік. Вони вимагали відставки уряду, свободи слова і свободи друку в Угорщині.
- 27 вересня — Департамент контррозвідки МВС Грузії затримав чотирьох офіцерів Групи російських військ у Закавказзі і понад 10 громадян Грузії. 2 жовтня російських військовослужбовців, обвинувачених у шпигунстві, передали представникам РФ, і вони відбули на батьківщину.
- 2 жовтня — Росія розпочала блокаду Грузії, призупинивши залізничне, морське, автобусне та авіаційне сполучення з країною.
- 7 жовтня — 26 листопада — в Україні відбулась прем'єра проєкту «Танці з зірками». Проєкт набув шаленої популярності.
- 28—29 жовтня — У Сербії пройшов референдум про прийняття нової конституції, за попередніми даними 51,6 % з 6,6 млн сербів, які мають право голосу, висловилися за прийняття конституції. Нова конституція проголошує Косово невід'ємною частиною Сербії.
- 1 листопада — У Лондоні скоєно замах на Олександра Литвиненка шляхом отруєння талієм.
- 10 грудня — У Стокгольмі вручені Нобелівські премії 2006 року.
- б. д. — Карикатури данського художника Курта Вестерґора викликали хвилю обурення в ісламському світі. Він намалював пророка Магомета з чалмою у формі бомби. розпал «карикатурного скандалу» по всьому ісламському світу; атакувані данські посольства і спалення прапорів.
- б. д. — дебют Віталія Кличка у великій політиці.

### Вибори
- 22 січня — На президентських виборах у Португалії переміг кандидат від правоцентристської партії Анібал Каваку Сілва.
- 23 січня — На парламентських виборах У Канаді перемогла опозиційна Консервативна партія.
- 19 березня — У Білорусі відбулися чергові президентські вибори.
- 26 березня — Парламентські вибори в Україні.
- 28 березня — Вибори до кнесету в Ізраїлі.
- 9—10 квітня — В Італії пройшли загальні парламентські вибори.
- 17 вересня — Відбулися парламентські вибори у Швеції.
- 1 жовтня — В Угорщині відбулися вибори у місцеві органи влади, на яких правлячі партії Угорщини (соціалісти і вільні демократи) зазнали поразки.
- 22 листопада — Відбулися парламентські вибори в Нідерландах

### Аварії й катастрофи
- 22 січня — Аварії тепломереж в Алчевську та Олександрії. Без тепла залишились бл. 200 тис. людей.
- 22 січня — На газопроводах «Північний Кавказ-Закавказзя» і «Моздок-Тбілісі» в Північній Осетії сталися вибухи, через що було припинено імпорт газу до Грузії з Росії. Через аварію на високовольтній ЛЕП «Кавкасіоні» припинено імпорт російської електрики у Грузію.
- 28 січня — У місті Катовиці (Польща) завалився дах одного з павільйонів міжнародного ярмарку, площа якого сягала 10 тисяч кв. метрів, загинули щонайменше 63 чоловіки, понад 160 поранено.
- 2 лютого — О 7 годині вечора за місцевим часом затонув єгипетський круїзний лайнер «Салаам 98» (Salaam 98) компанії El Salaam Maritime Transport із більш ніж 1400 пасажирами на борту.
- 23 лютого — у центрі Москви обвалився дах Бауманського ринку, загинуло 57 чоловік.
- 21—23 квітня — землетруси на Камчатці (Коряцький автономний округ Росії)
- 22 квітня — Вибухи у двох супермаркетах міста Харкова «Юсі» та «Сільпо». Постраждало 19 осіб.
- 23 квітня — Авіакатастрофа в Республіці Чад. Загинуло 6 українців.
- 24 квітня — Бомбування у місті Дахаб[en] (Єгипет)
- 3 травня — Авіалайнер А-320 вірменської компанії «Армавіа», що виконував рейс Єреван — Сочі близько 2:15 зазнав катастрофи за 6 км від берега в районі Сочі. За попередніми даними всі 113 осіб (105 пасажирів і 8 членів екіпажу), що перебували на борту літака, загинули.
- 9 липня — Під час посадки в аеропорту Іркутська Аеробус А-310 авіакомпанії Сибір, що виконував рейс з московського аеропорту «Домодєдово», виїхав за межі злітної смуги і в результаті зіткнення загорівся, з 203 людей на борту 124 загинуло.
- 19 серпня — Сталася пожежа на складах боєприпасів біля села Новобогданівка Запоріжської області. Через це на добу було припинено залізничне сполучення в напрямку Криму та з Криму. 21 серпня пожежу вдалось загасити.
- 21 серпня — В Єгипті біля міста Кал'юб зіткнулися два потяги — пасажирський та вантажний. У результаті аварії загинуло близько 40 чоловік, більше 100 дістали поранення.
- 22 серпня — Літак Ту-154 авіакомпанії Пулковські авіалінії, що виконував рейс Анапа — Санкт-Петербурґ розбився біля села Суха Балка за 45 кілометрів від Донецька. Загинули всі 160 пасажирів та 10 членів екіпажу.
- 27 серпня — В аеропорті міста Лексінґтон, штат Кентуккі, США, одразу після злету впав і загорівся пасажирський літак CRJ-100 (Bombardier Canadian Regional Jet) компанії Comair. Загинуло 49 чоловік, вижив лише один з пілотів.
- 1 вересня — При посадці в Іранському місті Мешхед зазнав аварії та загорівся літак «Ту-134». Зі 147 пасажирів на борту 62 отримали поранення, 30 загинуло.
- 5 вересня — У Єгипті в районі міста Шибин-ель-Канатір зіштовхнулися пасажирський та вантажний потяги, 5 людей загинуло, 30 поранені
- 11 вересня — У Росії через сильний туман при в'їзді в Краснодар з боку Ростова-на-Дону зіштовхнулося 59 машин. У результаті автокатастрофи одна людина загинула, 25 поранених.
- 29 вересня — «Боїнг 737—800» бразильської авіакомпанії Gol, котрий прямував рейсом 1907 з міста Манаус у Бразилії, розбився у важкодоступному районі приблизно за 200 кілометрів від містечка Пеїксоте Азеведо в штаті Мату-Гросу в центральній частині Бразилії. Усі 149 пасажирів та 6 членів екіпажу загинули. Однією з імовірних причин катастрофи називається зіткнення лайнера з невеликим літаком бізнес-класу Embraer Legacy 600.
- 29 жовтня — За два кілометри від аеропорту столиці Ніґерії Абуджи, після зльоту розбився Боїнг 737-2B7 нігерійської компанії ADC. На борту було 104 особи, за попередніми даними вижило 7 чоловік. Серед загиблих духовний лідер нігерійських мусульман Muhammadu Maccido

## Народились
Див. також Категорія:Народились 2006
- 1 січня — Тобіас Слотсагер, данський футболіст.
- 4 січня — Марк Гію, іспанський футболіст.
- 8 січня — Кейті Ґраймс,  американська плавчиня.
- 10 січня — Юнус Емре Конак, турецький футболіст.
- 11 січня — Тіго Ланд, нідерландський футболіст.
- 16 січня — Джейден Деннс, англійський футболіст.
- 17 січня — Шаботова Анастасія Сергіївна, українська, раніше російська фігуристка.
- 19 січня — Лана Пудар, боснійська плавчиня.
- 27 січня — Кім Су Ан, південнокорейська акторка.
- 2 лютого: 
  - Джуджу Нода, японська автогонщиця.
  - Лукас Бергвалль, шведський футболіст.
- 22 лютого — Льопа Єва Олегівна, українська співачка.
- 7 березня — Джоррел Гато, нідерландський футболіст кабовердійського походження.
- 8 березня — Воррен Заїр-Емері, французький футболіст мартинікійського походження.
- 14 березня — Сімоне Пафунді, італійський футболіст.
- 24 квітня — Урош Сремчевич, сербський футболіст.
- 26 квітня — Валієва Каміла, російська фігуристка.
- 28 квітня — Кіавентійо, канадська актриса та автор пісень.
- 29 квітня — Сочіл Гомес, канадська актриса.
- 1 травня — Льюїс Майлі, англійський футболіст.
- 29 травня — Доммараджу Гукеш, індійський гросмейстер.
- 2 червня — Мун Сон Хьон, південнокорейський актор.
- 23 червня: 
  - Лі Чхе Мі, південнокорейська дитяча акторка.
  - Елі Жуніор Крупі, французький футболіст.
- 25 червня: 
  - Маккенна Грейс, американська юна актриса.
  - Ханганов Микита, 16-річний український школяр. Був убитий окупаційними військами Російської Федерації разом зі своїм другом Тіграном Оганнісяном під час окупації Запорізької області.
- 5 липня — Олександр Балабанов, український співак, актор.
- 18 липня — Данелія Тулєшова, казахстанська співачка.
- 21 липня — Ендрік Феліпе, бразильський футболіст.
- 22 липня — Джейвон Волтон, американський актор та боксер.
- 2 серпня — Ектор Форт, іспанський футболіст.
- 8 серпня — Лакоза Данило, український актор.
- 10 серпня — Матюніна Вероніка, українська спортсменка з настільного тенісу.
- 16 серпня — Джордж Іленіхена, нігерійський футболіст.
- 23 серпня — Оганнісян Тігран, український школяр вірменського походження, вбитий російськими військовими водночас зі своїм однокласником Микитою Хангановим, під час окупації Запорізької області.
- 1 жовтня — Прія Ферґюсон, американська акторка
- 5 жовтня — Джейкоб Трембле, канадський актор.
- 13 жовтня — Лиска Дар'я Миколаївна, українська гімнастка.
- 18 жовтня — Кіммі Репонд, швейцарська фігуристка.
- 23 жовтня — Віктор Вернікос, грецький співак і автор пісень.
- 10 листопада — Хон Ин Че, південнокорейська співачка.
- 16 листопада — Мейсон Ремзі, американський співак у жанрі кантрі.
- 24 листопада — Ніна Пінзарроне, бельгійська фігуристка.
- 5 грудня — Силія Капсіс, австралійська співачка й танцівниця кіпріотсько-грецького походження.
- 19 грудня — Сверре Нюпан, норвезький футболіст.
- 27 грудня — Енелі Єфімова, естонська плавчиня.
- 29 грудня — Етан Мбаппе, французький футболіст.
- 30 грудня — Кайлія Немур, алжирська гімнастка французького походження.

## Померли
Дивись також Категорія:Померли 2006, Список померлих 2006 року
- 28 лютого — Шалімов Олександр Олексійович, хірург, один із засновників української хірургічної школи.
- 11 березня — Слободан Милошевич, екс-президент Югославії.
- 14 березня — Леннарт Георг Мері, естонський письменник і державний діяч, президент Естонії в 1992—2001 роках
- 19 березня — Пузач Анатолій Кирилович, колишній футболіст і тренер київського Динамо.
- 27 березня — Лем Станіслав, відомий польський письменник-фантаст.
- 8 червня — Колесса Микола Філаретович, композитор, український митець, педагог.
- 12 червня — Лігеті Дьордь, видатний австро-угорський композитор.
- 28 липня — Дахно Володимир Авксентійович, український кінорежисер і художник-аніматор.
- 8 серпня — Надія Олексіївна Світлична, 69, учасниця руху шістдесятників, правозахисниця, публіцист, мемуарист, журналіст. [Архівовано 30 березня 2015 у Wayback Machine.]
- 9 серпня — Джеймс Ван Аллен, американський астрофізик, відомий своїм відкриттям радіаційних поясів Землі
- 26 серпня — Кучеревський Євген Мефодійович, спортивний директор ФК «Дніпро».
- 28 серпня — Сабадаш Степан, український композитор, диригент, народний артист України.
- 4 вересня — Стів Ірвін, австралійський журналіст.
- 8 вересня — Дзиндра Михайло, український скульптор-модерніст.
- 16 жовтня — Оробець Юрій Миколайович, український політик, народний депутат 2, 4 та 5-го скликань.
- 10 листопада — Паланс Джек (Володимир Палагнюк) — американський кіноактор українського походження, лауреат премії Оскар.
- 17 листопада — Пушкаш Ференц, угорський футболіст, срібний призер чемпіонату світу 1954 року, олімпійський чемпіон 1952 року.
- 23 листопада — Литвиненко Олександр Вальтерович, колишній співробітник ФСБ Росії, автор книги «ФСБ взрывает Россию». Помер у лондонській лікарні після того як його отруїли полонієм 210.
- 10 грудня — Августо Рамон Хосе Піночет Угарте, 91, чилійський генерал-диктатор (1973–90).
- 21 грудня — Ніязов Сапармурат Атаєвич, 66, президент Туркменістану.
- 26 грудня — Форд Джеральд, 93, 38-й президент США (1974–77).
- 30 грудня — Саддам Хусейн, 69, колишній президент Іраку (страчений).

## Шевченківська премія
- Безниско Євгеній — за серію ілюстрацій до творів Івана Франка.
- Водичев Андрій — Львівський театр імені Леся Курбаса —за спектаклі за творами Платона, Григорія Сковороди, Василя Стуса.
- Гусейнов Григорій Джамалович — за художньо-документальний життєпис у 9-ти книгах «Господні зерна».
- Качуровський Ігор — за книгу «Променисті сильвети».
- Кичинський Анатолій Іванович — за книги «Пролітаючи над листопадом» і «Танець вогню».
- Кучинський Володимир — Львівський театр імені Леся Курбаса — за спектаклі за творами Платона, Григорія Сковороди, Василя Стуса.
- Матюхін Валерій — за музично-художній проєкт «Музика від стародавніх часів до сьогодення».
- Недяк Володимир — за ілюстровану історію українського козацтва «Україна — козацька держава».
- Нечепа Василь — за концертну програму «У гуркотанні, риданні бандур».
- Погрібний Анатолій Григорович — за публіцистичну трилогію «По зачарованому колу століть», «Раз ми є, то де?», «Поклик дужого чину».
- Половинка Наталія — Львівський театр імені Леся Курбаса —за спектаклі за творами Платона, Григорія Сковороди, Василя Стуса.
- Стефанов Олег — Львівський театр імені Леся Курбаса —за спектаклі за творами Платона, Григорія Сковороди, Василя Стуса.
- Чегусова Зоя — за альбом-каталог «Декоративне мистецтво України кінця XX сторіччя. 200 імен».

## Нобелівська премія
- з фізики:
- з хімії:
- з медицини та фізіології:
- з економіки:
- з літератури: Ферит Орхан Памук
- Нобелівська премія миру: